# Wahlkreis Leipzig 5
Der Wahlkreis Leipzig 5 ist der Wahlkreis Nr. 29 bei den Wahlen zum Sächsischen Landtag. Er ist einer von acht Leipziger Wahlkreisen und umfasst die Ortsteile Kleinzschocher, Großzschocher, Knautkleeberg-Knauthain, Hartmannsdorf-Knautnaundorf, Schönau, Grünau-Ost, Grünau-Mitte, Grünau-Siedlung, Lausen-Grünau, Grünau-Nord und Miltitz.

## Wahl 2024
Für die Landtagswahl in Sachsen 2024 wurden die Leipziger Wahlkreise neu zugeschnitten. Der neue Wahlkreis Leipzig 5 setzt sich nun aus Teilen des bisherigen Wahlkreises Leipzig 3 zusammen, während der bisherige Wahlkreis Leipzig 5 auf die neuen Wahlkreise Leipzig 1, Leipzig 3 und Leipzig 7 aufgeteilt wurde.
Zur Landtagswahl 2024 traten folgende Direktkandidaten und Parteien an:
| Direktkandidat   | Partei              | Erststimmen in % | Zweitstimmen in % |
| ---------------- | ------------------- | ---------------- | ----------------- |
| Andreas Nowak    | CDU                 | 32,9             | 29,6              |
| Petra Böhme      | AfD                 | 29,4             | 27,2              |
| Adam Bednarsky   | Die Linke           | 10,7             | 07,7              |
| Rainer Müller    | GRÜNE               | 04,8             | 05,7              |
| Sascha Kodytek   | SPD                 | 06,8             | 09,2              |
| Ralf-Peter Wirth | FDP                 | 01,8             | 00,8              |
| Matthias Binner  | Freie Wähler        | 03,0             | 02,0              |
| –                | Die Partei          | –                | 01,2              |
| –                | Piraten             | –                | 00,3              |
| –                | ÖDP                 | –                | 00,0              |
| –                | BüSo                | –                | 00,1              |
| –                | Tierschutz hier!    | –                | 01,3              |
| –                | dieBasis            | –                | 00,2              |
| –                | Bündnis C           | –                | 00,1              |
| –                | Bündnis Deutschland | –                | 00,3              |
| Brunhild Fischer | BSW                 | 10,6             | 13,0              |
| –                | Freie Sachsen       | –                | 01,2              |
| –                | V-Partei3           | –                | 00,2              |
| –                | WU                  | –                | 00,1              |

## Wahl 2019
Bis zur Landtagswahl 2019 umfasste der Wahlkreis Leipzig 5 die Ortsteile Zentrum, Zentrum-Ost, Zentrum-Südost, Zentrum-Süd, Zentrum-West, Reudnitz-Thonberg, Zentrum-Nord und Zentrum-Nordwest.
| Direktkandidat   | Partei               | Erststimmen in % | Zweitstimmen in % |
| ---------------- | -------------------- | ---------------- | ----------------- |
| Robert Clemen    | CDU                  | 20,6             | 22,6              |
| Beate Ehms       | Die Linke            | 18,4             | 16,4              |
| Dirk Panter      | SPD                  | 10,7             | 10,8              |
| Jörg Kühne       | AfD                  | 10,3             | 10,2              |
| Christin Melcher | GRÜNE                | 29,0             | 26,7              |
| –                | NPD                  | –                | 0,1               |
| Michael Pfüller  | FDP                  | 4,6              | 4,9               |
| André Soudah     | Freie Wähler         | 2,7              | 1,7               |
| –                | Tierschutz           | –                | 1,5               |
| –                | Piraten              | –                | 0,4               |
| Michael Nagy     | Die PARTEI           | 3,7              | 3,0               |
| –                | BüSo                 | –                | 0,1               |
| –                | ADPM                 | –                | 0,1               |
| –                | Blaue Partei         | –                | 0,2               |
| –                | KPD                  | –                | 0,1               |
| –                | ÖDP                  | –                | 0,5               |
| –                | Die Humanisten       | –                | 0,5               |
| –                | PDV                  | –                | 0,1               |
| –                | Gesundheitsforschung | –                | 0,4               |

## Wahl 2014
Zur Sächsischen Landtagswahl am 31. August 2014 gab es Veränderungen bei den Wahlkreisen. Der Wahlkreis Leipzig 4 erhielt die Wahlkreisnummer 31.
| Amtliches Endergebnis der Landtagswahl am 31. August 2014 in Sachsen im Wahlkreis 031 Leipzig 5 (Ergebnisse in Prozent) |

| Direktkandidat   | Partei          | Erststimmen in % | Zweitstimmen in % |
| ---------------- | --------------- | ---------------- | ----------------- |
| Christine Clauß  | CDU             | 25,2             | 25,6              |
| Skadi Jennicke   | Die Linke       | 23,5             | 21,6              |
| Dirk Panter      | SPD             | 17,5             | 17,8              |
| Sven Morlok      | FDP             | 03,8             | 04,0              |
| Katharina Krefft | GRÜNE           | 18,7             | 16,1              |
| Olaf Kretzschmar | NPD             | 01,6             | 01,8              |
|                  | Tierschutz      | 0,×              | 01,6              |
| Sebastian Czich  | Piraten         | 02,5             | 02,6              |
| Elmar Schwenke   | BüSo            | 00,5             | 00,2              |
|                  | DSU             | 0,×              | 00,1              |
| Siegbert Droese  | AfD             | 05,1             | 05,6              |
|                  | Pro Deutschland | 0,×              | 00,1              |
| Ines Hantschick  | Freie Sachsen   | 01,6             | 01,0              |
|                  | Die Partei      | 0,×              | 01,7              |

## Wahl 2009
Der Wahlkreis Leipzig 5 (Wahlkreis 29) war einer der sieben Leipziger Landtagswahlkreise und umfasste bis zur Wahlkreisreform von 2014 die Ortsteile Anger-Crottendorf; Heiterblick; Paunsdorf; Plaußig-Portitz (nur Portitz); Schönefeld-Abtnaundorf; Schönefeld-Ost; Sellerhausen-Stünz; Thekla; Volkmarsdorf. Es waren 57.260 Einwohner wahlberechtigt.
| Amtliches Endergebnis der Landtagswahl am 30. August 2009 in Sachsen im Wahlkreis 031 Leipzig 5 (Ergebnisse in Prozent) |

| Direktkandidat   | Partei          | Erststimmen in % | Zweitstimmen in % |
| ---------------- | --------------- | ---------------- | ----------------- |
| Ronald Pohle     | CDU             | 32,1             | 31,9              |
| Monika Runge     | Die Linke       | 27,6             | 25,5              |
| Anke Kästner     | SPD             | 16,3             | 14,7              |
| Winfried Petzold | NPD             | 05,9             | 06,0              |
| Nico Müller      | FDP             | 08,8             | 08,2              |
| Michael Kölsch   | GRÜNE           | 08,0             | 06,7              |
| -                | Tierschutz      | -                | 02,6              |
| -                | PBC             | -                | 00,2              |
| -                | BüSo            | -                | 00,2              |
| -                | DSU             | -                | 00,2              |
| -                | REP             | -                | 00,1              |
| -                | Freie Sachsen   | -                | 01,2              |
| -                | FP Deutschlands | -                | 00,1              |
| -                | Humanwirtschaft | -                | 00,1              |
| -                | Piraten         | -                | 02,3              |
| -                | SVP             | -                | 00,2              |
| Detlef Kohl      | Einzelbewerber  | 01,3             | -                 |

## Wahl 2004
Die Landtagswahl 2004 hatte folgendes Ergebnis:
| Direktkandidat   | Partei     | Erststimmen in % | Zweitstimmen in % |
| ---------------- | ---------- | ---------------- | ----------------- |
| Ronald Pohle     | CDU        | 31,0             | 32,9              |
| Barbara Höll     | PDS        | 31,1             | 28,1              |
| Cornelius Weiss  | SPD        | 20,1             | 16,5              |
| Michael Kölsch   | GRÜNE      | 05,8             | 05,8              |
| Winfried Petzold | NPD        | 07,1             | 06,8              |
| Ronny Freyer     | FDP        | 04,9             | 04,2              |
| -                | DSU        | -                | 00,4              |
| -                | PBC        | -                | 00,4              |
| -                | GRAUE      | -                | 01,4              |
| -                | BüSo       | -                | 00,5              |
| -                | AUFBRUCH   | -                | 00,6              |
| -                | DGG        | -                | 00,3              |
| -                | Tierschutz | -                | 02,1              |